# تطبيق قاتل

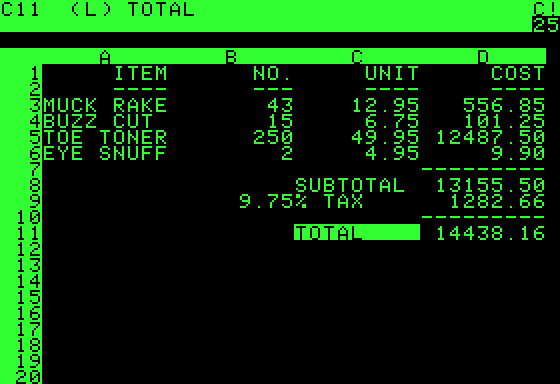
فيزيكالك ، أول مثال متفق على كونه تطبيق قاتل

التطبيق القاتل أو البرنامج القاتل (بالإنجليزية: Killer application أو Killer app)‏ هو مصطلح يطلق على البرنامج الذي يسبب ظهوره ضجة شديدة، ويعتبر مفيداً جداً للمستخدمين، ويفاجيء كل المتنافسين في البرمجة، كمثال البريد الإليكتروني وVisiCalc كانا يعتبران تطبيقان قاتلان في وقت ظهورهما. بدأ المصطلح في الظهور بعد صدور لوتس 1-2-3، بسبب الإقدام على شرائه بطريقة مكثفة.